# Jagna
Jagna is een gemeente in de Filipijnse provincie Bohol op het gelijknamige eiland. Bij de census van 2015 telde de gemeente bijna 34 duizend inwoners.

## Geografie

### Bestuurlijke indeling
Jagna is onderverdeeld in de volgende 33 barangays:
| - Alejawan - Balili - Boctol - Bunga Ilaya - Bunga Mar - Buyog - Cabunga-an - Calabacita - Cambugason - Can-ipol - Can-uba | - Can-upao - Canjulao - Cantagay - Cantuyoc - Faraon - Ipil - Kinagbaan - Laca - Larapan - Lonoy - Looc | - Malbog - Mayana - Naatang - Nausok - Odiong - Pagina - Pangdan - Poblacion - Tejero - Tubod Mar - Tubod Monte |

## Demografie
Jagna had bij de census van 2015 een inwoneraantal van 33.892 mensen. Dit waren 1.326 mensen (4,1%) meer dan bij de vorige census van 2010. Ten opzichte van de census van 2000 was het aantal inwoners gegroeid met 3.249 mensen (10,6%). De gemiddelde jaarlijkse groei in die periode kwam daarmee uit op 0,66%, hetgeen lager was dan het landelijk jaarlijks gemiddelde over deze periode (1,84%).

De bevolkingsdichtheid van Jagna was ten tijde van de laatste census, met 33.892 inwoners op 168,49 km², 201,2 mensen per km².
|  |  |